# Cuckoo (film)
Cuckoo è un film del 2024 scritto e diretto da Tilman Singer.

## Trama
Una giovane donna esce di casa durante una discussione accesa tra i suoi genitori. Sente degli strani rumori provenienti dai boschi vicini e inizia ad avere una crisi convulsiva, dopodiché si precipita nella foresta.
Dopo la morte della madre, l'adolescente in lutto Gretchen si trasferisce con il padre Luis, la matrigna Beth e la sorellastra muta Alma in una località turistica sulle Alpi bavaresi. La famiglia è lì per aiutare a costruire un nuovo hotel, supervisionato dall'enigmatico Herr König, che offre a Gretchen un lavoro alla reception per aiutarla ad adattarsi. Poco dopo il loro arrivo, iniziano ad accadere cose strane: nel lavorare alla reception, Gretchen nota che molte donne ospiti soffrono di nausea, Alma ha delle convulsioni innescate da un misterioso urlo riverberante e Gretchen ha un incontro inquietante con una donna incappucciata mentre torna a casa in bicicletta una sera, avvenimento a cui la polizia non dà molto credito, ritenendolo uno scherzo.
Gretchen incontra un detective di nome Henry, che sta indagando su un omicidio collegato alla donna incappucciata. La ragazza si avvicina anche a un'ospite di nome Ed e le due progettano di scappare insieme; tuttavia, il loro tentativo di fuga viene sventato quando sperimentano uno strano loop temporale, quasi investono la donna incappucciata e si schiantano con la loro auto. Gravemente ferita, Gretchen viene confinata nel resort. Henry spiega a Gretchen di credere che la donna incappucciata sia responsabile di almeno un omicidio; il suo strano stridio ha disorientato il marito della vittima e la vittima è morta soffocata dal suo stesso vomito. I due ritengono che una delle donne affetta da nausea del resort possa essere collegata alla donna incappucciata. Gretchen e Henry sorvegliano un cottage, dove la donna incappucciata attacca la collega di Gretchen, Trixie, nel tentativo di infettarla con una misteriosa sostanza.
Il giorno dopo, Gretchen affronta suo padre e König, esprimendo la sua disapprovazione per il loro coinvolgimento nel resort. Durante la discussione, König rivela accidentalmente un pacco indirizzato alla famiglia contenente i vecchi beni della madre di Gretchen. Luis è costretto a confessare di aver venduto la loro vecchia casa di famiglia. Infuriata, Gretchen si ritira nella sua stanza e ascolta i vecchi messaggi vocali di sua madre. Tra questi, sente un messaggio vocale di Alma, che usa la funzione testo-voce, chiedendo alla madre di Gretchen di andare a trovarla. Gretchen esce dalla sua stanza e scopre che la sua famiglia è scomparsa. König le dice che il suo sfogo ha provocato ad Alma un attacco epilettico e quindi i genitori l'hanno portata in ospedale. Si offre di portarla alla stazione ferroviaria più vicina affinché possa andarsene, ma, prima, di fermarsi a casa sua per darle dei soldi. Lì, König rivela la verità: Henry è un agente di polizia caduto in disgrazia e la donna incappucciata non è umana, ma un membro di una specie umanoide che si affida al parassitismo di covata, come gli uccelli cuculo. Le femmine della specie, come Alma, vengono collocate tra le famiglie umane finché non sono pronte a unirsi alla loro vera specie. König sperimenta la conservazione della specie nel resort e Gretchen è vista come una minaccia per tali creature.
König rinchiude Gretchen in una pool house trasformata in camera da letto e la spruzza di feromoni; poi usa un flauto per evocare un esemplare adolescente della specie, la stessa ragazza vista fuggire nei boschi all'inizio del film. L'essere è attratto da Gretchen e tenta di inseminarla usando la melma. Tuttavia, Henry arriva giusto in tempo, sparando a König e uccidendo la creatura.
Henry e Gretchen corrono all'ospedale, dove lo staff di König, guidato dal dottor Bonomo, si sta preparando a riunire Alma con la sua vera madre, la donna incappucciata. Gretchen capisce che Henry intende uccidere non solo la creatura adulta, ma anche Alma. Per salvare sua sorella, Gretchen pugnala Henry. König, che è ancora vivo, arriva e uccide il dottor Bonomo, determinata a portare a termine l'esperimento. Dopo che Alma viene salvata, la donna incappucciata appare ma viene tenuta a bada da Gretchen, che finge di minacciare di pugnalare Alma. Alma si libera e fugge, inseguita da Gretchen e dalla donna incappucciata fino alla stanza degli archivi. Henry fa cadere gli scaffali, intrappolando la donna e Gretchen, che usa un paio di cuffie e un walkman per attutire lo stridio della donna e la uccide pugnalandola alla gola.
Mentre Gretchen si riunisce ad Alma, le due trovano König e Henry in una situazione di stallo. Gretchen riguadagna la fiducia di Alma e insieme cercano di andarsene, ma sono minacciate da entrambi gli uomini. Alma li distrae emettendo uno stridio e portandoli a spararsi a vicenda. Le sorelle si imbattono in Ed fuori dal resort e insieme scappano dal resort.

## Produzione
Nell'agosto 2021 è stato annunciato che Tilman Singer avrebbe scritto e diretto il suo secondo film per Neon e che Hunter Schafer, John Malkovich, Jessica Henwick ed Àstrid Bergès-Frisbey avrebbero recitato nella pellicola. Successivamente Malkovich è stato sostituito da Dan Stevens. Nel luglio dell'anno seguente Jessica Henwick, Marton Csokas e Greta Fernández si sono uniti al cast.
Le riprese sono avvenute tra il maggio e il luglio 2022 nella Renania Settentrionale-Vestfalia.

## Promozione
Il primo teaser trailer del film è stato diffuso l'8 febbraio 2024, seguito da un trailer esteso il 3 aprile seguente.

## Distribuzione
Il film è stato proiettato in anteprima mondiale nella sezione "Special" della 74ª edizione del Festival internazionale del cinema di Berlino il 16 febbraio 2024. Inizialmente previsto per il 3 maggio, è stato distribuito nelle sale nordamericane dal 9 agosto 2024.

## Accoglienza

### Incassi
Il film ha incassato poco più di 6,6 milioni di dollari.

### Critica
Su Rotten Tomatoes 176 critici esprimono un gradimento del 78%, con un voto medio di 6.7/10; su Metacritic il voto medio di 38 critici è di 62/100.